# Marie Catherine Neal
Marie Catherine Neal (Southington, 7 de diciembre de 1889-Honolulu, 6 de junio de 1965) fue una botánica y escritora estadounidense conocida por sus contribuciones al estudio de la flora hawaiana y sus esfuerzos por popularizar el conocimiento botánico.

## Biografía

### Primeros años y educación
Marie Catherine Neal nació el 7 de diciembre de 1889 en Southington, Connecticut, hija de Linus B. Neal, un banquero, y Eva W. Chedney. Su interés por la naturaleza surgió durante las excursiones de caza y pesca con su padre cuando era niña, lo que la llevó a desarrollar una pasión por la botánica que duraría toda su vida.
Neal continuó su educación en Smith College y se graduó en 1912 con una licenciatura. Sus estudios incluyeron un curso de botánica. Durante sus años universitarios, adquirió experiencia administrativa trabajando como secretaria para varias organizaciones. Recibió una maestría de la Universidad Yale en 1925.

### Carrera
Después de su graduación, Neal comenzó su carrera en botánica como secretaria en el departamento de geología de Yale con Herbert E. Gregory. En 1920, se mudó a Honolulu, Hawái, para continuar su trabajo para Gregory en el Bishop Museum. Inicialmente ubicada en el departamento de conquiliología, los intereses botánicos de Neal la llevaron a centrarse en la flora hawaiana. Durante su mandato en el Museo Bishop de 1920 a 1930, Neal hizo contribuciones notables al estudio de las plantas hawaianas. Colaboró en proyectos de investigación, incluida la catalogación de moluscos terrestres y la coautoría de una monografía sobre caracoles terrestres.
La experiencia de Neal en botánica se extendió más allá del ámbito académico. Contribuyó con artículos a la revista Paradise of the Pacific, popularizando su conocimiento sobre las plantas cultivadas de Hawái. En 1928, Neal fue coautora de su primer libro importante, In Honolulu Gardens, que proporcionaba descripciones científicas e ilustraciones de plantas hawaianas. El libro recibió elogios por su combinación de información botánica con leyendas y folclore hawaianos.

#### Contribuciones a la botánica
En 1930, Neal fue nombrada botánica en el Museo Bishop, donde amplió las colecciones del herbario y obtuvo reconocimiento internacional por su erudición. Ayudó a los académicos y al público a identificar plantas hawaianas y contribuyó a las iniciativas educativas del museo. La investigación botánica de Neal se extendió a las islas exteriores de Hawaii, donde realizó un extenso trabajo de campo, descubrió nuevas especies de plantas y realizó investigaciones para sus publicaciones.

### Últimos años y legado
La importante obra de Marie Catherine Neal, In Gardens of Hawaii, publicada en 1948 y revisada en 1965, describió más de 2000 especies botánicas con información científica detallada e ilustraciones. Se reconocieron las contribuciones de Neal a la botánica y recibió honores por sus logros científicos. Murió el 6 de junio de 1965.

## Lectura adicional
- Neal, Marie C. (Marie Catharine), 1889-1965: Hawaiian Helicinidae (Boletín del Museo Bernice P. Bishop n.° 125; Honolulu: The Museum, 1934)

- Datos: Q21522018
- Especies: Marie Catherine Neal